# Смит, Грег
Грег Смит (англ. Greg Smith; 21 мая 1963, Валли-Стрим, Нью-Йорк, США) — американский бас-гитарист и вокалист, известный по работе с Wendy O. Williams, Alice Cooper, Ritchie Blackmore’s Rainbow, Blue Öyster Cult, Dokken, Vinnie Moore, Джо Линн Тёрнером, Tommy James & the Shondells, Тедом Ньюджентом.
Играет на бас-гитаре с 1977-го года. На него оказали влияние Джон Пол Джонс, Гленн Хьюз, Гэри Тэйн, Гизер Батлер, Гедди Ли.

## Дискография
Wendy O. Williams
- 1985 — «Fuck 'N' Roll»
- 1986 — «Kommander of Kaos»

Vinnie Moore
- 1991 — «Meltdown»

Alice Cooper
- 1994 — «The Last Temptation»
- 2001 — «Dragontown»

Rainbow
- 1995 — «Stranger in Us All»

Джо Лин Тёрнер
- 1995 — «Nothing's Changed»
- 1997 — «Under Cover»
- 1998 — «Hurry Up & Wait»
- 1999 — «Under Cover, Vol. 2»
- 2000 — «Holy Man»
- 2003 — «JLT»